# Murten
Murten (Morat en francès), és una comuna suïssa del cantó de Friburg, situada al districte de See, del que és capital. Limita al nord amb les comunes de Muntelier, Galmiz i Büchslen, a l'est amb Lurtigen, al sud amb Salvenach, Münchenwiler (BE) i Courgevaux, i a l'oest amb Greng, Meyrier, Haut-Vully i Bas-Vully. Limita també amb les comunes de Ried bei Kerzers i Müntschemier (BE).

## Història
Durant la Guerra de Borgonya, després de la derrota a la batalla de Grandson Carles I de Borgonya creà un nou exèrcit i sortí de Lausana cap a Murten, on va ser novament vençut el 22 de juny de 1476. El seu exèrcit va quedar completament destrossat i va perdre gairebé tota l'artilleria i va veure's obligat a replegar-se cap a Dijon, on començà a aixecar un nou exèrcit.